# Lijst van gemeentelijke monumenten in Houten (plaats)
De plaats Houten telt 166 gemeentelijke monumenten, hieronder een overzicht.
| Object                                                                   | Bouwjaar | Architect         | Locatie                   | Coördinaten                  | Nr.        | Afbeelding                        |
| ------------------------------------------------------------------------ | -------- | ----------------- | ------------------------- | ---------------------------- | ---------- | --------------------------------- |
| Bakhuis/zomerhuis/schuur                                                 |          |                   | Beukenhout 76             | 52° 1' 5" NB, 5° 9' 56" OL   | 0321/006b  | Upload foto                       |
| Langhuisboerderij                                                        |          |                   | Beukenhout 78             | 52° 1' 6" NB, 5° 9' 55" OL   | 0321/006a  | Meer afbeeldingen                 |
| Garage                                                                   |          |                   | Beukenhout 78 Bij         | 52° 1' 6" NB, 5° 9' 55" OL   | 0321/006c  | Meer afbeeldingen                 |
| Leilinde (Tilia x europaea)                                              |          |                   | Beukenhout 78 Bij         | 52° 1' 6" NB, 5° 9' 55" OL   | 0321/006d  | Meer afbeeldingen                 |
| Leilinde (Tilia x europaea)                                              |          |                   | Beukenhout 78 Bij         | 52° 1' 6" NB, 5° 9' 55" OL   | 0321/006e  | Meer afbeeldingen                 |
| Langhuisboerderij                                                        |          |                   | Beukenhout 88-90          | 52° 1' 8" NB, 5° 9' 51" OL   | 0321/007   | Langhuisboerderij                 |
| Zomerhuis                                                                |          |                   | Binnentuin 55             | 52° 1' 24" NB, 5° 11' 13" OL | 0321/017a  | Upload foto                       |
| Dwarshuisboerderij Loerikerweijde                                        |          |                   | Binnentuin 57-59          | 52° 1' 24" NB, 5° 11' 14" OL | 0321/017b  | Dwarshuisboerderij Loerikerweijde |
| Krukhuisboerderij Rijsbrug                                               |          |                   | Binnenweg 19              | 52° 2' 20" NB, 5° 11' 19" OL | 0321/018a  | Upload foto                       |
| Bakhuis                                                                  |          |                   | Binnenweg 19 Bij          | 52° 2' 20" NB, 5° 11' 19" OL | 0321/018b  | Upload foto                       |
| Schuur                                                                   |          |                   | Binnenweg 19 Bij          | 52° 2' 20" NB, 5° 11' 19" OL | 0321/018c  | Upload foto                       |
| Schuur                                                                   |          |                   | Binnenweg 19 Bij          | 52° 2' 20" NB, 5° 11' 19" OL | 0321/018d  | Upload foto                       |
| Wagenmakerij                                                             |          |                   | Burg. Wallerweg 7         | 52° 1' 40" NB, 5° 9' 39" OL  | 0321/032b  | Meer afbeeldingen                 |
| Zomerhuis/schuur                                                         |          |                   | De Poort 10a-16           | 52° 1' 33" NB, 5° 9' 29" OL  | 0321/125b  | Zomerhuis/schuur                  |
| Woonhuis Klein Curaçao                                                   |          |                   | De Poort 36-38            | 52° 1' 38" NB, 5° 9' 26" OL  | 0321/126   | Meer afbeeldingen                 |
| Koetshuis van De Grund                                                   |          |                   | De Poort 40               | 52° 1' 39" NB, 5° 9' 25" OL  | 0321/127   | Meer afbeeldingen                 |
| Herenhuis De Grund                                                       | 1877     |                   | De Poort 42               | 52° 1' 40" NB, 5° 9' 24" OL  | 0321/128   | Meer afbeeldingen                 |
| Langhuisboerderij Zorgvliet                                              |          |                   | De Poort 8-10             | 52° 1' 33" NB, 5° 9' 30" OL  | 0321/125a  | Langhuisboerderij Zorgvliet       |
| Dwarshuisboerderij t Schoutenhuis                                        |          |                   | Granietsteen 44           | 52° 0' 46" NB, 5° 10' 41" OL | 0321/146a  | Meer afbeeldingen                 |
| Zomerhuis                                                                |          |                   | Granietsteen 44 Bij       | 52° 0' 46" NB, 5° 10' 41" OL | 0321/146b  | Meer afbeeldingen                 |
| Leilinde (Tilia x europaea)                                              |          |                   | Granietsteen 44 Bij       | 52° 0' 46" NB, 5° 10' 41" OL | 0321/146c  | Meer afbeeldingen                 |
| Leilinde (Tilia x europaea)                                              |          |                   | Granietsteen 44 Bij       | 52° 0' 46" NB, 5° 10' 41" OL | 0321/146d  | Meer afbeeldingen                 |
| Dwarshuisboerderij                                                       |          |                   | Granietsteen 54-56        | 52° 0' 50" NB, 5° 10' 31" OL | 0321/145a  | Meer afbeeldingen                 |
| Leilinde (Tilia x europaea)                                              |          |                   | Granietsteen 54-56 Bij    | 52° 0' 50" NB, 5° 10' 31" OL | 0321/145b  | Meer afbeeldingen                 |
| Leilinde (Tilia x europaea)                                              |          |                   | Granietsteen 54-56 Bij    | 52° 0' 50" NB, 5° 10' 31" OL | 0321/145c  | Meer afbeeldingen                 |
| Schuur De Viersprong                                                     |          |                   | Heemsteedseweg 6 Bij      | 52° 2' 17" NB, 5° 7' 31" OL  | 0321/028   | Upload foto                       |
| Bak/zomerhuis/schuur Jacobahoeve                                         |          |                   | Heemsteedseweg 8 Bij      | 52° 2' 16" NB, 5° 7' 30" OL  | 0321/029a  | Meer afbeeldingen                 |
| Leilinde (Tilia x europaea)                                              |          |                   | Heemsteedseweg 8 Bij      | 52° 2' 16" NB, 5° 7' 30" OL  | 0321/029b  | Meer afbeeldingen                 |
| Leilinde (Tilia x europaea)                                              |          |                   | Heemsteedseweg 8 Bij      | 52° 2' 16" NB, 5° 7' 30" OL  | 0321/029c  | Meer afbeeldingen                 |
| Leilinde (Tilia x europaea)                                              |          |                   | Heemsteedseweg 8 Bij      | 52° 2' 16" NB, 5° 7' 30" OL  | 0321/029d  | Meer afbeeldingen                 |
| Langhuisboerderij                                                        |          |                   | Heemsteedseweg 28         | 52° 1' 59" NB, 5° 7' 24" OL  | 0321/030   | Langhuisboerderij                 |
| Langhuisboerderij                                                        |          |                   | Heemsteedseweg 30-32      | 52° 1' 54" NB, 5° 7' 22" OL  | 0321/031a  | Langhuisboerderij                 |
| Schuur                                                                   |          |                   | Heemsteedseweg 32a        | 52° 1' 54" NB, 5° 7' 22" OL  | 0321/031b  | Schuur                            |
| Woonhuis                                                                 |          |                   | Herenweg 1                | 52° 1' 40" NB, 5° 9' 39" OL  | 0321/032a  | Woonhuis                          |
| Woonhuis                                                                 |          |                   | Herenweg 10-12            | 52° 1' 43" NB, 5° 9' 36" OL  | 0321/033a  | Meer afbeeldingen                 |
| Hekwerk                                                                  |          |                   | Herenweg 10-12 Bij        | 52° 1' 43" NB, 5° 9' 36" OL  | 0321/033b  | Meer afbeeldingen                 |
| Villa                                                                    |          |                   | Herenweg 21               | 52° 1' 46" NB, 5° 9' 33" OL  | 0321/034a  | Meer afbeeldingen                 |
| Toegangshek                                                              |          |                   | Herenweg 21 Bij           | 52° 1' 45" NB, 5° 9' 33" OL  | 0321/034b  | Meer afbeeldingen                 |
| Artefakt                                                                 |          |                   | Het Kant 2 Bij            | 52° 2' 6" NB, 5° 9' 60" OL   | 0321/062   | Upload foto                       |
| Daggelderswoning                                                         |          |                   | Houtensewetering 15       | 52° 1' 29" NB, 5° 9' 0" OL   | 0321/037   | Meer afbeeldingen                 |
| Houten schuur                                                            |          |                   | Houtensewetering 17A Bij  | 52° 1' 27" NB, 5° 9' 4" OL   | 0321/038b  | Houten schuur                     |
| Langhuisboerderij                                                        | 1928     |                   | Houtensewetering 19       | 52° 1' 27" NB, 5° 9' 5" OL   | 0321/038a  | Meer afbeeldingen                 |
| Dwarshuisboerderij t Hoge Land                                           |          |                   | Houtensewetering 23       | 52° 1' 25" NB, 5° 9' 8" OL   | 0321/039a  | Meer afbeeldingen                 |
| Toegangshek                                                              |          |                   | Houtensewetering 23 Bij   | 52° 1' 25" NB, 5° 9' 8" OL   | 0321/039b  | Meer afbeeldingen                 |
| Brug met trap                                                            |          |                   | Houtensewetering 23 Bij   | 52° 1' 25" NB, 5° 9' 8" OL   | 0321/039c  | Meer afbeeldingen                 |
| Langhuisboerderij Johannahoeve                                           |          |                   | Houtensewetering 25       | 52° 1' 24" NB, 5° 9' 12" OL  | 0321/040a  | Meer afbeeldingen                 |
| Schuur                                                                   |          |                   | Houtensewetering 25 Bij   | 52° 1' 24" NB, 5° 9' 12" OL  | 0321/040b  | Meer afbeeldingen                 |
| Hekwerk met toegangshek                                                  |          |                   | Houtensewetering 25 Bij   | 52° 1' 24" NB, 5° 9' 12" OL  | 0321/040c  | Meer afbeeldingen                 |
| Langhuisboerderij Willem's Hoeve                                         | 1900     |                   | Houtensewetering 29       | 52° 1' 21" NB, 5° 9' 20" OL  | 0321/041a  | Meer afbeeldingen                 |
| Schuur                                                                   |          |                   | Houtensewetering 29 Bij   | 52° 1' 21" NB, 5° 9' 20" OL  | 0321/041b  | Meer afbeeldingen                 |
| Langhuisboerderij                                                        |          |                   | Houtensewetering 35       | 52° 1' 16" NB, 5° 9' 31" OL  | 0321/042a  | Meer afbeeldingen                 |
| Schuur                                                                   |          |                   | Houtensewetering 35 Bij   | 52° 1' 16" NB, 5° 9' 31" OL  | 0321/042b  | Meer afbeeldingen                 |
| Hekwerk                                                                  |          |                   | Houtensewetering 35 Bij   | 52° 1' 16" NB, 5° 9' 31" OL  | 0321/042c1 | Meer afbeeldingen                 |
| Hekwerk                                                                  |          |                   | Houtensewetering 35 Bij   | 52° 1' 16" NB, 5° 9' 31" OL  | 0321/042c2 | Meer afbeeldingen                 |
| Zomerhuis/bakhuis/schuur                                                 |          |                   | Houtensewetering 37       | 52° 1' 15" NB, 5° 9' 32" OL  | 0321/043   | Meer afbeeldingen                 |
| Dwarshuisboerderij                                                       |          |                   | Houtensewetering 39a      | 52° 1' 14" NB, 5° 9' 33" OL  | 0321/044a  | Meer afbeeldingen                 |
| Schuur                                                                   |          |                   | Houtensewetering 39a Bij  | 52° 1' 14" NB, 5° 9' 33" OL  | 0321/044b  | Meer afbeeldingen                 |
| Hekwerk met toegangshek                                                  |          |                   | Houtensewetering 39a Bij  | 52° 1' 14" NB, 5° 9' 33" OL  | 0321/044c  | Meer afbeeldingen                 |
| Dwarshuisboerderij Zeldenrust                                            |          |                   | Houtensewetering 41       | 52° 1' 12" NB, 5° 9' 39" OL  | 0321/045a  | Meer afbeeldingen                 |
| Schuur                                                                   |          |                   | Houtensewetering 41 Bij   | 52° 1' 12" NB, 5° 9' 39" OL  | 0321/045b  | Upload foto                       |
| Leilinde (Tilia x europaea)                                              |          |                   | Houtensewetering 41 Bij   | 52° 1' 12" NB, 5° 9' 39" OL  | 0321/045c  | Meer afbeeldingen                 |
| Leilinde (Tilia x europaea)                                              |          |                   | Houtensewetering 41 Bij   | 52° 1' 12" NB, 5° 9' 39" OL  | 0321/045d  | Meer afbeeldingen                 |
| Dwarshuisboerderij                                                       |          |                   | Houtensewetering 43       | 52° 1' 11" NB, 5° 9' 42" OL  | 0321/046   | Meer afbeeldingen                 |
| Langhuisboerderij Arbeid Adelt                                           |          |                   | Houtensewetering 45       | 52° 1' 10" NB, 5° 9' 46" OL  | 0321/047a  | Meer afbeeldingen                 |
| Bakhuis                                                                  |          |                   | Houtensewetering 45 Bij   | 52° 1' 10" NB, 5° 9' 46" OL  | 0321/047b  | Meer afbeeldingen                 |
| Dwarshuisboerderij Nieuw Wulven                                          |          |                   | Keercamp 13               | 52° 1' 56" NB, 5° 8' 46" OL  | 0321/063a  | Dwarshuisboerderij Nieuw Wulven   |
| Schuur                                                                   |          |                   | Keercamp 15-17            | 52° 1' 53" NB, 5° 8' 42" OL  | 0321/063b  | Upload foto                       |
| Langhuisboerderij Dubbelzand                                             |          |                   | Kon. Julianastraat 18     | 52° 1' 33" NB, 5° 9' 51" OL  | 0321/065a  | Upload foto                       |
| Leilinde (Tilia x europaea)                                              |          |                   | Kon. Julianastraat 18 Bij | 52° 1' 33" NB, 5° 9' 51" OL  | 0321/065b  | Upload foto                       |
| Leilinde (Tilia x europaea)                                              |          |                   | Kon. Julianastraat 18 Bij | 52° 1' 33" NB, 5° 9' 51" OL  | 0321/065c  | Upload foto                       |
| Langhuisboerderij                                                        |          |                   | Kon. Julianastraat 19-21  | 52° 1' 29" NB, 5° 9' 51" OL  | 0321/066   | Langhuisboerderij                 |
| Langhuisboerderij                                                        |          |                   | Kruisweg 1-3              | 52° 2' 0" NB, 5° 11' 12" OL  | 0321/067   | Langhuisboerderij                 |
| Leilinde (Tilia x europaea)                                              |          |                   | Leedijkerhout 15 Bij      | 52° 0' 60" NB, 5° 10' 32" OL | 0321/079b  | Meer afbeeldingen                 |
| Omgrachting                                                              |          |                   | Leedijkerhout 15 Bij      | 52° 0' 60" NB, 5° 10' 32" OL | 0321/079c  | Meer afbeeldingen                 |
| Hoofdstructuur van het kerkhof                                           |          |                   | Loerikseweg 10-12         | 52° 1' 36" NB, 5° 9' 49" OL  | 0321/087a  | Meer afbeeldingen                 |
| Pastoorsgraven en één grafzerk                                           |          |                   | Loerikseweg 10-12         | 52° 1' 36" NB, 5° 9' 49" OL  | 0321/087b  | Meer afbeeldingen                 |
| Christusbeeld                                                            |          |                   | Loerikseweg 10-12         | 52° 1' 36" NB, 5° 9' 49" OL  | 0321/087c  | Meer afbeeldingen                 |
| Hekwerk                                                                  |          |                   | Loerikseweg 10-12         | 52° 1' 36" NB, 5° 9' 49" OL  | 0321/087d  | Meer afbeeldingen                 |
| Kleine villa                                                             |          |                   | Loerikseweg 18            | 52° 1' 35" NB, 5° 9' 55" OL  | 0321/088   | Kleine villa                      |
| Dubbel woonhuis                                                          |          |                   | Loerikseweg 19            | 52° 1' 33" NB, 5° 9' 55" OL  | 0321/089a  | Meer afbeeldingen                 |
| Hekwerk                                                                  |          |                   | Loerikseweg 19-21 Bij     | 52° 1' 34" NB, 5° 9' 55" OL  | 0321/089c  | Meer afbeeldingen                 |
| Dubbel woonhuis                                                          |          |                   | Loerikseweg 21            | 52° 1' 33" NB, 5° 9' 55" OL  | 0321/089b  | Meer afbeeldingen                 |
| Villa Villa Maria                                                        |          |                   | Loerikseweg 23            | 52° 1' 33" NB, 5° 9' 56" OL  | 0321/090a  | Meer afbeeldingen                 |
| Garage                                                                   |          |                   | Loerikseweg 23 Bij        | 52° 1' 33" NB, 5° 9' 56" OL  | 0321/090b  | Upload foto                       |
| Hekpaal                                                                  |          |                   | Loerikseweg 23 Bij        | 52° 1' 33" NB, 5° 9' 56" OL  | 0321/090c  | Meer afbeeldingen                 |
| Hekpaal                                                                  |          |                   | Loerikseweg 23 Bij        | 52° 1' 33" NB, 5° 9' 56" OL  | 0321/090d  | Meer afbeeldingen                 |
| Villa                                                                    |          |                   | Lupine-oord 52            | 52° 1' 49" NB, 5° 9' 23" OL  | 0321/091a  | Meer afbeeldingen                 |
| Hekwerk                                                                  |          |                   | Lupine-oord 52 Bij        | 52° 1' 49" NB, 5° 9' 23" OL  | 0321/091b  | Meer afbeeldingen                 |
| Langhuisboerderij Nieuwoord                                              |          |                   | Notengaarde 3             | 52° 2' 11" NB, 5° 9' 24" OL  | 0321/096a  | Meer afbeeldingen                 |
| Toegangshekje                                                            |          |                   | Notengaarde 3 Bij         | 52° 2' 11" NB, 5° 9' 24" OL  | 0321/096b  | Upload foto                       |
| Leilinde (Tilia x europaea)                                              |          |                   | Notengaarde 3 Bij         | 52° 2' 11" NB, 5° 9' 24" OL  | 0321/096c  | Meer afbeeldingen                 |
| Leilinde (Tilia x europaea)                                              |          |                   | Notengaarde 3 Bij         | 52° 2' 11" NB, 5° 9' 24" OL  | 0321/096d  | Meer afbeeldingen                 |
| Leilinde (Tilia x europaea)                                              |          |                   | Notengaarde 3 Bij         | 52° 2' 11" NB, 5° 9' 24" OL  | 0321/096e  | Meer afbeeldingen                 |
| Leilinde (Tilia x europaea)                                              |          |                   | Notengaarde 3 Bij         | 52° 2' 11" NB, 5° 9' 24" OL  | 0321/096f  | Meer afbeeldingen                 |
| Leilinde (Tilia x europaea)                                              |          |                   | Notengaarde 3 Bij         | 52° 2' 11" NB, 5° 9' 24" OL  | 0321/096g  | Meer afbeeldingen                 |
| Landhuis Gasterij Oud Wulven                                             |          |                   | Oud Wulfseweg 4           | 52° 2' 31" NB, 5° 9' 20" OL  | 0321/097a  | Meer afbeeldingen                 |
| Paviljoen                                                                |          |                   | Oud Wulfseweg 4b          | 52° 2' 31" NB, 5° 9' 20" OL  | 0321/097b  | Upload foto                       |
| Ontijzeringsgebouwtje                                                    |          |                   | Oud Wulfseweg 4/4b Bij    | 52° 2' 31" NB, 5° 9' 20" OL  | 0321/097c  | Upload foto                       |
| Dwarshuisboerderij                                                       |          |                   | Oud Wulfseweg 5/5a        | 52° 2' 28" NB, 5° 9' 26" OL  | 0321/098a  | Dwarshuisboerderij                |
| Leilinde (Tilia x europaea)                                              |          |                   | Oud Wulfseweg 5/5a Bij    | 52° 2' 28" NB, 5° 9' 26" OL  | 0321/098b  | Upload foto                       |
| Herenhuis JeanetteOord                                                   |          |                   | Oud Wulfseweg 10          | 52° 2' 39" NB, 5° 9' 18" OL  | 0321/099a  | Upload foto                       |
| Brug                                                                     |          |                   | Oud Wulfseweg 10 Bij      | 52° 2' 39" NB, 5° 9' 18" OL  | 0321/099b  | Brug                              |
| Grenspaal                                                                |          |                   | Oud Wulfseweg 10 Bij      | 52° 2' 39" NB, 5° 9' 18" OL  | 0321/099c  | Upload foto                       |
| Grenspaal                                                                |          |                   | Oud Wulfseweg 10 Bij      | 52° 2' 39" NB, 5° 9' 18" OL  | 0321/099d  | Upload foto                       |
| Koetshuis t Oude Koetshuis                                               |          |                   | Oud Wulfseweg 12          | 52° 2' 40" NB, 5° 9' 17" OL  | 0321/100   | Meer afbeeldingen                 |
| Bak/zomerhuis                                                            |          |                   | Oud Wulfseweg 14          | 52° 2' 40" NB, 5° 9' 17" OL  | 0321/101   | Upload foto                       |
| Dwarshuisboerderij                                                       |          |                   | Oud Wulfseweg 16          | 52° 2' 39" NB, 5° 9' 16" OL  | 0321/102   | Dwarshuisboerderij                |
| Langhuisboerderij Nieuw Wulven                                           |          |                   | Oud Wulfseweg 19          | 52° 2' 43" NB, 5° 9' 20" OL  | 0321/103   | Meer afbeeldingen                 |
| Zomerhuis                                                                |          |                   | Oud Wulfseweg 20          | 52° 2' 49" NB, 5° 9' 15" OL  | 0321/104b  | Meer afbeeldingen                 |
| Leilinde (Tilia x europaea)                                              |          |                   | Oud Wulfseweg 20 Bij      | 52° 2' 49" NB, 5° 9' 15" OL  | 0321/104g  | Upload foto                       |
| Leilinde (Tilia x europaea)                                              |          |                   | Oud Wulfseweg 20 Bij      | 52° 2' 49" NB, 5° 9' 15" OL  | 0321/104h  | Upload foto                       |
| Leilinde (Tilia x europaea)                                              |          |                   | Oud Wulfseweg 20 Bij      | 52° 2' 49" NB, 5° 9' 15" OL  | 0321/104i  | Upload foto                       |
| Langhuisboerderij                                                        |          |                   | Oud Wulfseweg 22          | 52° 2' 50" NB, 5° 9' 16" OL  | 0321/104a  | Langhuisboerderij                 |
| Hekwerk                                                                  |          |                   | Oud Wulfseweg 22 Bij      | 52° 2' 50" NB, 5° 9' 16" OL  | 0321/104c  | Upload foto                       |
| Leilinde (Tilia x europaea)                                              |          |                   | Oud Wulfseweg 22 Bij      | 52° 2' 50" NB, 5° 9' 16" OL  | 0321/104d  | Upload foto                       |
| Leilinde (Tilia x europaea)                                              |          |                   | Oud Wulfseweg 22 Bij      | 52° 2' 50" NB, 5° 9' 16" OL  | 0321/104e  | Upload foto                       |
| Leilinde (Tilia x europaea)                                              |          |                   | Oud Wulfseweg 22 Bij      | 52° 2' 50" NB, 5° 9' 16" OL  | 0321/104f  | Upload foto                       |
| Woonhuis Garage de "Vico"                                                |          |                   | Plein 3                   | 52° 1' 39" NB, 5° 9' 40" OL  | 0321/122   | Meer afbeeldingen                 |
| Woonhuis                                                                 |          |                   | Plein 9                   | 52° 1' 37" NB, 5° 9' 41" OL  | 0321/123   | Meer afbeeldingen                 |
| Dwarshuisboerderij De Poel                                               |          |                   | Poeldijk 2                | 52° 0' 27" NB, 5° 11' 20" OL | 0321/124a  | Meer afbeeldingen                 |
| Toegangshek en hekwerk                                                   |          |                   | Poeldijk 2 Bij            | 52° 0' 27" NB, 5° 11' 20" OL | 0321/124b  | Meer afbeeldingen                 |
| Restant omgrachting                                                      |          |                   | Poeldijk 2 Bij            | 52° 0' 27" NB, 5° 11' 18" OL | 0321/124c  | Upload foto                       |
| Hoofdstructuur van de begraafplaats Openbare Begraafplaats               |          |                   | Pr. Ireneweg Aan de       | 52° 1' 47" NB, 5° 10' 3" OL  | 0321/130a  | Meer afbeeldingen                 |
| Toegangshek                                                              |          |                   | Pr. Ireneweg Aan de       | 52° 1' 47" NB, 5° 10' 3" OL  | 0321/130b  | Meer afbeeldingen                 |
| Grafmonument Jacob Waller (1848-1926) en Mary Waller-Watkins (1846-1926) | 1926     |                   | Pr. Ireneweg Aan de       | 52° 1' 47" NB, 5° 10' 3" OL  | 0321/130c  | Meer afbeeldingen                 |
| Familiegraf Wttewaal van Wickenburgh                                     |          |                   | Pr. Ireneweg Aan de       | 52° 1' 47" NB, 5° 10' 3" OL  | 0321/130d  | Meer afbeeldingen                 |
| Familiegraf d' Hangest d'Ijvoij van Houten                               |          |                   | Pr. Ireneweg Aan de       | 52° 1' 47" NB, 5° 10' 3" OL  | 0321/130e  | Meer afbeeldingen                 |
| Woningen                                                                 |          |                   | Prins Bernhardweg 9-17    | 52° 1' 35" NB, 5° 9' 37" OL  | 0321/129   | Meer afbeeldingen                 |
| Langhuisboerderij                                                        |          |                   | Rietdijk 6                | 52° 1' 41" NB, 5° 11' 17" OL | 0321/143a  | Langhuisboerderij                 |
| Leilinde (Tilia x europaea)                                              |          |                   | Rietdijk 6 Bij            | 52° 1' 41" NB, 5° 11' 17" OL | 0321/143b  | Upload foto                       |
| Leilinde (Tilia x europaea)                                              |          |                   | Rietdijk 6 Bij            | 52° 1' 41" NB, 5° 11' 17" OL | 0321/143c  | Upload foto                       |
| Leilinde (Tilia x europaea)                                              |          |                   | Rietdijk 6 Bij            | 52° 1' 41" NB, 5° 11' 17" OL | 0321/143d  | Upload foto                       |
| Dwarshuisboerderij Hennesprong                                           |          |                   | Rietdijk 8                | 52° 1' 45" NB, 5° 11' 16" OL | 0321/144a  | Dwarshuisboerderij Hennesprong    |
| Leilinde (Tilia x europaea)                                              |          |                   | Rietdijk 8 Bij            | 52° 1' 45" NB, 5° 11' 16" OL | 0321/144b  | Upload foto                       |
| Leilinde (Tilia x europaea)                                              |          |                   | Rietdijk 8 Bij            | 52° 1' 45" NB, 5° 11' 16" OL | 0321/144c  | Upload foto                       |
| Leilinde (Tilia x europaea)                                              |          |                   | Rietdijk 8 Bij            | 52° 1' 45" NB, 5° 11' 16" OL | 0321/144d  | Upload foto                       |
| Hooischuur                                                               |          |                   | Smalspoor 5 Bij           | 52° 1' 20" NB, 5° 10' 47" OL | 0321/147a  | Hooischuur                        |
| Bakhuisje                                                                |          |                   | Smalspoor 5 Bij           | 52° 1' 20" NB, 5° 10' 47" OL | 0321/147b  | Upload foto                       |
| Dwarshuisboerderij De Grote Geer                                         |          |                   | Snoeksloot 62             | 52° 2' 25" NB, 5° 10' 47" OL | 0321/148a  | Dwarshuisboerderij De Grote Geer  |
| Leilinde (Tilia x europaea)                                              |          |                   | Snoeksloot 62-64 Bij      | 52° 2' 25" NB, 5° 10' 47" OL | 0321/148c  | Upload foto                       |
| Leilinde (Tilia x europaea)                                              |          |                   | Snoeksloot 62-64 Bij      | 52° 2' 25" NB, 5° 10' 47" OL | 0321/148d  | Upload foto                       |
| Leilinde (Tilia x europaea)                                              |          |                   | Snoeksloot 62-64 Bij      | 52° 2' 25" NB, 5° 10' 47" OL | 0321/148e  | Upload foto                       |
| Leilinde (Tilia x europaea)                                              |          |                   | Snoeksloot 62-64 Bij      | 52° 2' 25" NB, 5° 10' 47" OL | 0321/148f  | Upload foto                       |
| Zomerhuis                                                                |          |                   | Snoeksloot 64             | 52° 2' 24" NB, 5° 10' 48" OL | 0321/148b  | Zomerhuis                         |
| Artefakt                                                                 |          |                   | Standerdmolen 18-20       | 52° 1' 45" NB, 5° 10' 19" OL | 0321/149   | Artefakt                          |
| Oude Station                                                             | 1868     | Gerrit van Diesen | Stationserf 95-99         | 52° 1' 41" NB, 5° 10' 18" OL | 0321/150   | Meer afbeeldingen                 |
| Zomerhuis/schuur                                                         |          |                   | Tarwe-oord 2-2a           | 52° 1' 55" NB, 5° 9' 23" OL  | 0321/152   | Meer afbeeldingen                 |
| Hekwerk                                                                  |          |                   | Tarwe-oord 2 en 4 Bij     | 52° 1' 56" NB, 5° 9' 23" OL  | 0321/153b  | Meer afbeeldingen                 |
| Dwarshuisboerderij Den Oord                                              |          |                   | Tarwe-oord 4              | 52° 1' 56" NB, 5° 9' 23" OL  | 0321/153a  | Meer afbeeldingen                 |
| Leilinde (Tilia x europaea)                                              |          |                   | Tarwe-oord 4 Bij          | 52° 1' 56" NB, 5° 9' 23" OL  | 0321/153c  | Meer afbeeldingen                 |
| Leilinde (Tilia x europaea)                                              |          |                   | Tarwe-oord 4 Bij          | 52° 1' 56" NB, 5° 9' 23" OL  | 0321/153d  | Meer afbeeldingen                 |
| Langhuisboerderij                                                        |          |                   | Vlierweg 3                | 52° 1' 38" NB, 5° 9' 49" OL  | 0321/158a  | Meer afbeeldingen                 |
| Hekwerk                                                                  |          |                   | Vlierweg 3 Bij            | 52° 1' 38" NB, 5° 9' 49" OL  | 0321/158b  | Upload foto                       |
| Leilinde (Tilia x europaea)                                              |          |                   | Vlierweg 3 Bij            | 52° 1' 38" NB, 5° 9' 49" OL  | 0321/158c  | Upload foto                       |
| Woonhuis                                                                 |          |                   | Vlierweg 4                | 52° 1' 39" NB, 5° 9' 47" OL  | 0321/159a  | Meer afbeeldingen                 |
| Leilinde (Aesculus x carnea)                                             |          |                   | Vlierweg 4 Bij            | 52° 1' 39" NB, 5° 9' 47" OL  | 0321/159b  | Meer afbeeldingen                 |
| Leilinde (Aesculus x carnea)                                             |          |                   | Vlierweg 4 Bij            | 52° 1' 39" NB, 5° 9' 47" OL  | 0321/159c  | Meer afbeeldingen                 |
| Villa met aangebouwde werkplaats                                         |          |                   | Vlierweg 81               | 52° 1' 44" NB, 5° 10' 11" OL | 0321/160   | Villa met aangebouwde werkplaats  |
| Langhuisboerderij Eben Haezer                                            |          |                   | Vlierweg 91               | 52° 1' 45" NB, 5° 10' 14" OL | 0321/161   | Meer afbeeldingen                 |
| Langhuisboerderij Felixhoeve                                             |          |                   | Voorveste 17              | 52° 1' 36" NB, 5° 8' 53" OL  | 0321/162a  | Meer afbeeldingen                 |
| Zomerhuis                                                                |          |                   | Voorveste 19              | 52° 1' 36" NB, 5° 8' 53" OL  | 0321/162b  | Meer afbeeldingen                 |
| Zomerhuis                                                                |          |                   | Weteringhout 7            | 52° 1' 5" NB, 5° 9' 56" OL   | 0321/005b  | Zomerhuis                         |
| Hekwerk                                                                  |          |                   | Weteringhout 7 Bij        | 52° 1' 5" NB, 5° 9' 56" OL   | 0321/005c  | Upload foto                       |
| Langhuisboerderij                                                        |          |                   | Weteringhout 9            | 52° 1' 5" NB, 5° 10' 0" OL   | 0321/005a  | Meer afbeeldingen                 |
| Langhuisboerderij                                                        |          |                   | Weteringhout 25           | 52° 1' 0" NB, 5° 10' 13" OL  | 0321/177a  | Meer afbeeldingen                 |
| Schuur                                                                   |          |                   | Weteringhout 25           | 52° 1' 0" NB, 5° 10' 13" OL  | 0321/177b  | Meer afbeeldingen                 |